# Théodore Mozin
Théodore Mozin (Parigi, 25 gennaio 1818 – Parigi, 16 novembre 1850) è stato un compositore francese.

## Biografia
Mozin da bambino ricevette lezioni di musica da suo padre Benoit Mozin (1769-1857). Studiò contrappunto con Fromental Halévy, composizione con Ferdinando Paër e Jean-François Lesueur, armonia con Victor Dourlen e pianoforte con Pierre Zimmermann presso il Conservatorio di Parigi.
Nel 1841 vinse il Prix de Rome. Il 27 febbraio 1837 Mozin fu nominato assistente professore presso il Conservatorio di Parigi. Il 1º ottobre 1848 Cherubini (direttore del conservatorio) lo nominò professore di solfeggio.
Il 18 febbraio 1843 sposò Marie Rose Adéone Fossé a Parigi.

## Opere
- Lionel Foscari, cantata su una poesia di Amédée-David de Pastoret, 1841
- Brilliant variations on an original theme, op. 2
- First prélude, op. 10
- Six fantasies on 'La Sirène', op. 11
- La Plainte du pâtre. Fantaisie brillante pour piano sur une mélodie Pang Morel, op. 14
- Valses élégantes et brillantes, op. 15
- Études spéciales, op. 16
- Études de salon, op. 17
- Souvenir de Trouville (1850)
- Alma, op. 25
- Le Sourire, op. 26
- L'Ange du réveil.
- Le Dernier vœu (1843)